# Kallmünz

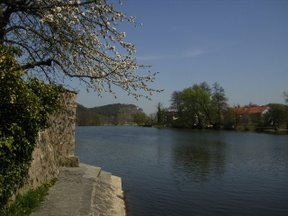
Sông Naab tại Kallmünz

Kallmünz là một đô thị ở huyện Regensburg bang Bayern, Đức.
Đô thị này nằm bên sông Naab River, cự ly khoảng 25 km về phía bắc của Regensburg Kallmünz có một trung tâm thời Trung cổ.